# Fontanil-Cornillon
Pour les articles homonymes, voir Cornillon (homonymie).
Fontanil-Cornillon, également appelée Le Fontanil-Cornillon, est une commune française située dans le département de l'Isère, en région Auvergne-Rhône-Alpes.
Située dans la partie septentrionale de l'agglomération grenobloise, dans la vallée de l'Isère et au pied du massif de la Chartreuse, la commune est adhérente à Grenoble Alpes Métropole.
Ses habitants sont dénommés les Fontanilois.

## Géographie

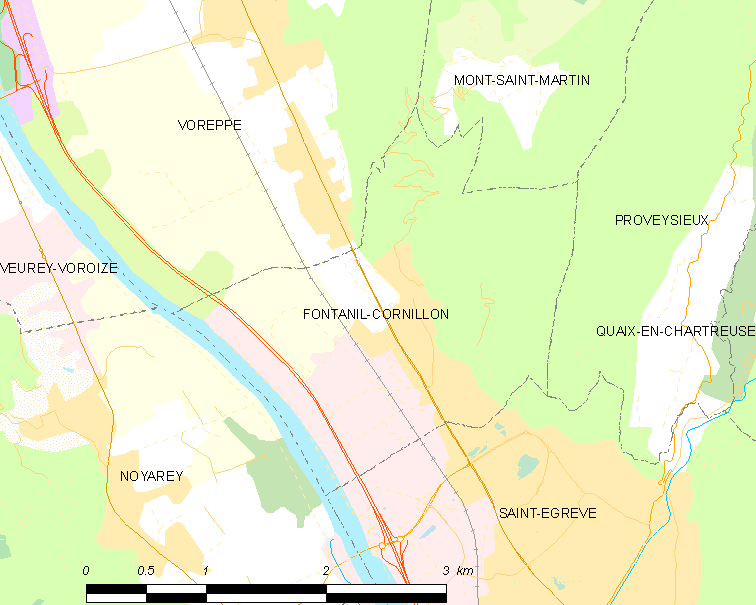
Carte de la commune de Fontanil-Cornillon et des communes limitrophes.

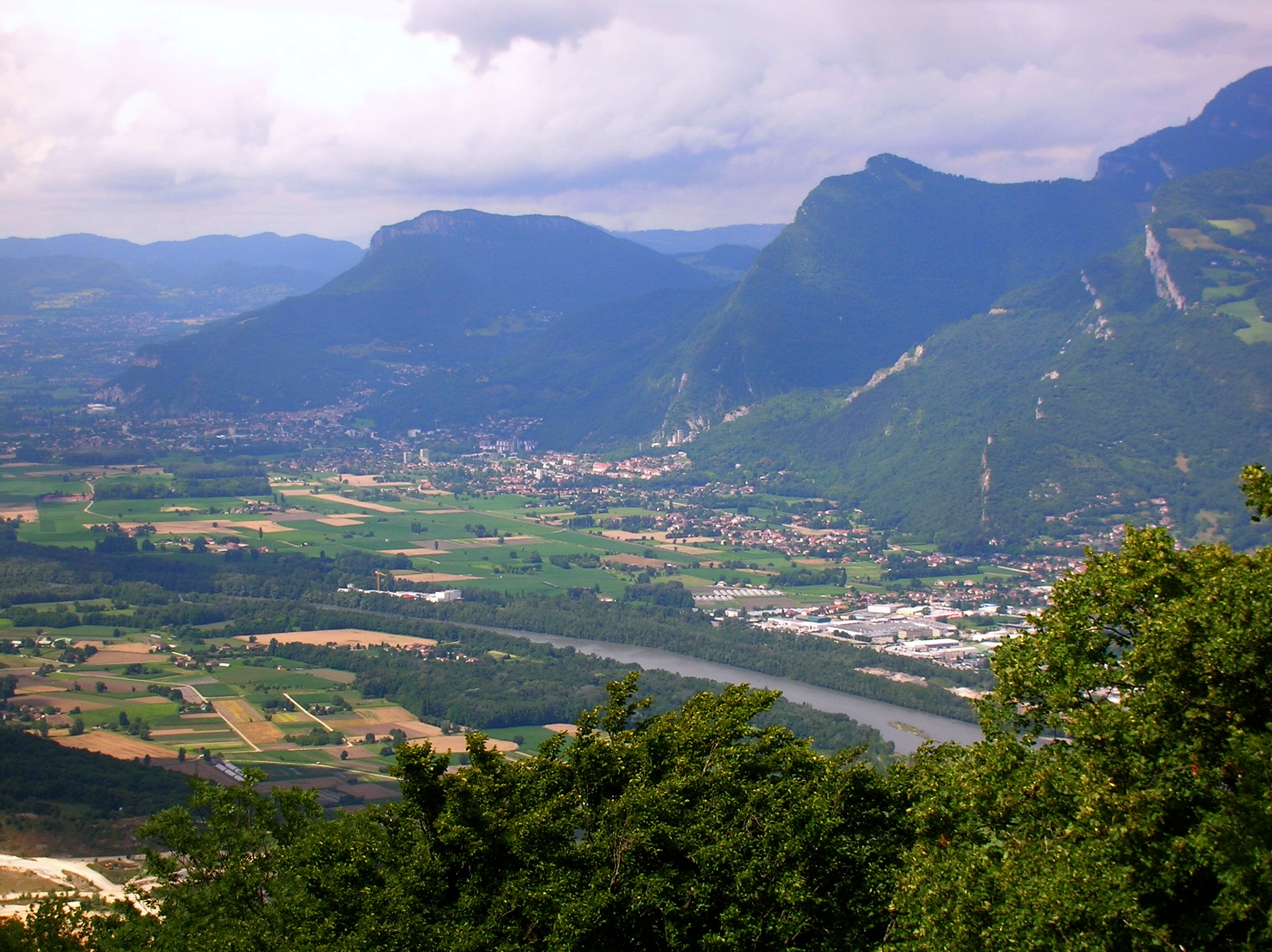
Panorama depuis la Ferme Durant (Fontaine) : Fontanil-Cornillon à droite et Voreppe.

### Localisation et description
Le Fontanil-Cornillon est située dans le Sud-Est de la France, dans la partie septentrionale de l'agglomération grenobloise, à plus de trois heures et 575 km de Paris (avec un TGV Grenoble - Paris direct) et à seulement 300 km de Marseille, soit à moins de trois heures de la mer par l'autoroute (A7), ou encore, à 350 km de Nice.
Le territoire longe le massif préalpin de la Chartreuse et fait face au massif du Vercors, au-delà des berges de l'Isère et du territoire de la commune voisine de Noyarey.

### Communes limitrophes
Le Fontanil-Cornillon est limitrophe de la ville de Saint-Égrève, ancien chef-lieu du canton du Fontanil. Au niveau du quartier de la Croix de la Rochette, le Fontanil-Cornillon a pour voisine la ville de Voreppe qui appartient au canton de Voiron.
Troisième commune juxtaposée au Fontanil-Cornillon : le Mont-Saint-Martin, petit village de montagne.
De l'autre côté de l'Isère, le Fontanil-Cornillon a pour voisin le village de Noyarey et ses espaces naturels remarquables.
|         | Voreppe            | Mont-Saint-Martin |
| Noyarey | Fontanil-Cornillon | Proveysieux       |
|         | Saint-Égrève       |                   |

### Géologie
Le calcaire du Fontanil est un calcaire bicolore de type bioclastique. Il fut exploité dans la région dès le XIVe siècle pour fournir les pierres de construction de Grenoble. Il se retrouve dans les falaises de la Chartreuse où on distingue encore la présence d'anciennes carrières.
Le rocher du Cornillon, particularité géologique locale, appartient à l'ensemble géologique du massif de la Chartreuse, se présentant sous la forme d'un éperon rocheux calcaire qui avance dans la plaine de l'Isère.

### Climat
Pour des articles plus généraux, voir Climat d'Auvergne-Rhône-Alpes et Climat de l'Isère.
En 2010, le climat de la commune est de type climat des marges montargnardes, selon une étude du Centre national de la recherche scientifique s'appuyant sur une série de données couvrant la période 1971-2000. En 2020, Météo-France publie une typologie des climats de la France métropolitaine dans laquelle la commune est exposée à un climat de montagne ou de marges de montagne et est dans la région climatique  Alpes du nord, caractérisée par une pluviométrie annuelle de 1 200 à 1 500 mm, irrégulièrement répartie en été. 
Pour la période 1971-2000, la température annuelle moyenne est de 11,7 °C, avec une amplitude thermique annuelle de 18,9 °C. Le cumul annuel moyen de précipitations est de 1 585 mm, avec 9,2 jours de précipitations en janvier et 8 jours en juillet. Pour la période 1991-2020, la température moyenne annuelle observée sur la station météorologique de Météo-France la plus proche, « Coublevie », sur la commune de Coublevie à 12 km à vol d'oiseau, est de 13,0 °C et le cumul annuel moyen de précipitations est de 1 121,0 mm,. Pour l'avenir, les paramètres climatiques de la commune estimés pour 2050 selon différents scénarios d'émission de gaz à effet de serre sont consultables sur un site dédié publié par Météo-France en novembre 2022.

### Hydrographie

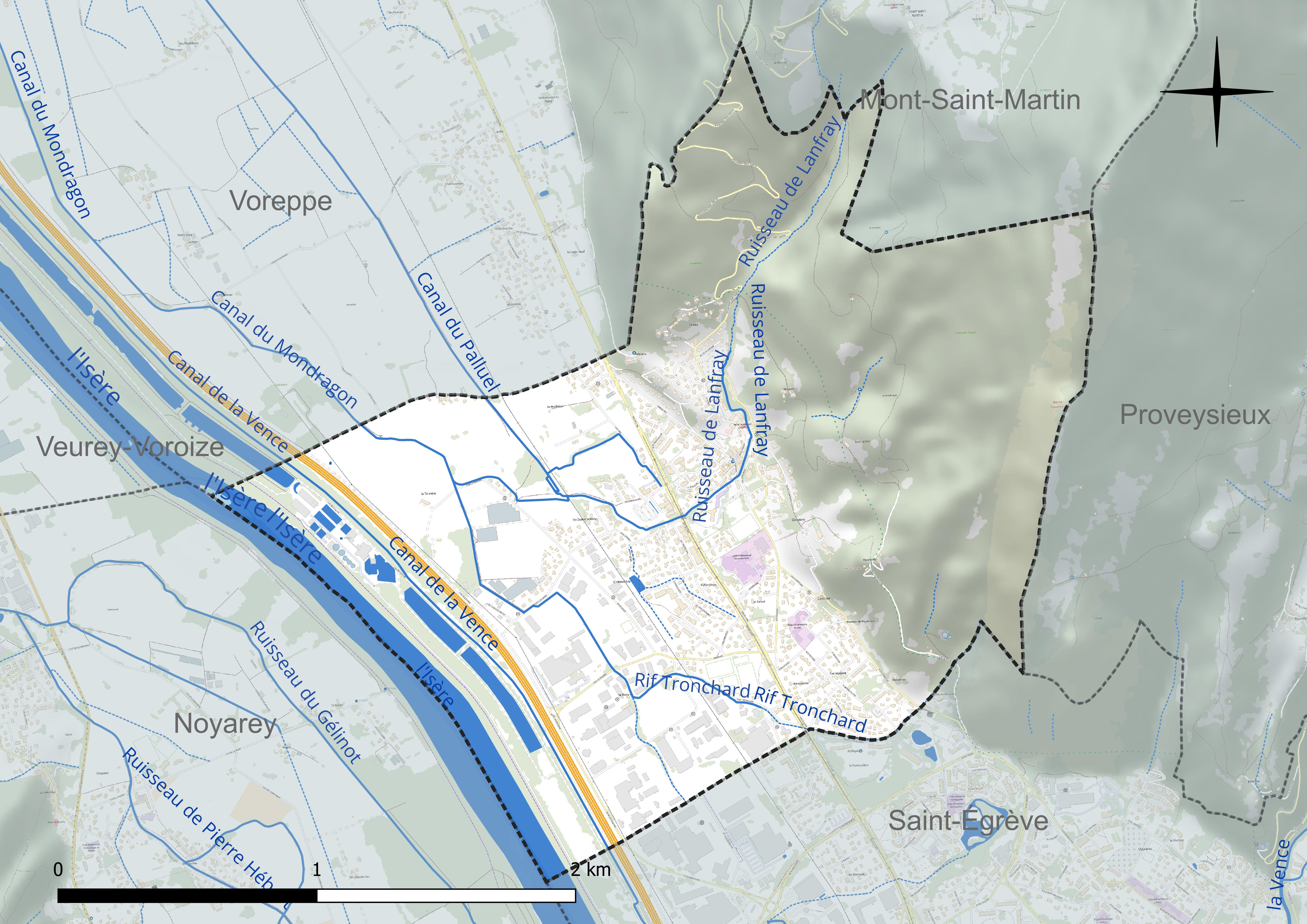
Carte hydrologique de la commune.

L'Isère, un des plus importants affluents de la rive gauche du Rhône borde l'est du territoire communal, mais assez loin du bourg ancien, ce qui s'explique pour des raisons historiques face aux risques de crues.
Le territoire de la commune est également sillonné par d'autres cours d'eau, au débit modeste :
- le Rif Tronchard ;
- le ruisseau de Lanfrey ;

ainsi que des canaux d'irrigation, longeant l'Isère :
- le canal de la Vence ;
- le canal de Mondragon ;
- le canal du Palluel.

### Voies de communication
L'autoroute A48

L’autoroute A48 est une autoroute permettant la liaison de Lyon à Grenoble. Elle est connectée avec l'A480 à Sassenage et avec l'A49 à Voreppe, au nord de Saint-Egrève. Cette autoroute est gérée par la société AREA.
La bretelle de sortie n°14 permet de rejoindre les différents quartiers de la ville
 14 Saint-Égrève nord à 52 km : Saint-Égrève, Fontanil-Cornillon.
La route départementale 1075

La route nationale 75 était une route nationale française reliant Bourg-en-Bresse à Sisteron. Cette route a été déclassée en route départementale 1075 (RD 1075) en 2006. Cette route relie la commune à Grenoble vers le sud et à Voiron, Bourg-en-Bresse jusqu'à Tournus par Lacrost, vers le nord. Cette voie qui suit un axe nord-ouest/sud-est est longée, au niveau de la commune, par une ligne de tramway.

### Transports
La ville est desservie par le réseau des Transports de l'agglomération grenobloise. Depuis le 13 juillet 2015, une ligne de tramway et six nouvelles lignes de bus TAG traversent la commune du Fontanil-Cornillon.
La gare ferroviaire la plus proche est la gare de Saint-Égrève-Saint-Robert, située à moins de trois kilomètres du centre. Cette gare est desservie par les trains TER Auvergne-Rhône-Alpes.

## Urbanisme

### Typologie
Au 1er janvier 2024, Fontanil-Cornillon est catégorisée ceinture urbaine, selon la nouvelle grille communale de densité à sept niveaux définie par l'Insee en 2022.
Elle appartient à l'unité urbaine de Grenoble, une agglomération intra-départementale regroupant 38  communes, dont elle est une commune de la banlieue,,. Par ailleurs la commune fait partie de l'aire d'attraction de Grenoble, dont elle est une commune de la couronne,. Cette aire, qui regroupe 204 communes, est catégorisée dans les aires de 700 000 habitants ou plus (hors Paris),.

### Occupation des sols
L'occupation des sols de la commune, telle qu'elle ressort de la base de données européenne d’occupation biophysique des sols Corine Land Cover (CLC), est marquée par l'importance des forêts et milieux semi-naturels (46,1 % en 2018), en diminution par rapport à 1990 (47,7 %). La répartition détaillée en 2018 est la suivante : 
forêts (45,5 %), zones industrielles ou commerciales et réseaux de communication (19,5 %), zones urbanisées (17,9 %), terres arables (10,4 %), eaux continentales (3,2 %), zones agricoles hétérogènes (2,9 %), milieux à végétation arbustive et/ou herbacée (0,6 %). L'évolution de l’occupation des sols de la commune et de ses infrastructures peut être observée sur les différentes représentations cartographiques du territoire : la carte de Cassini (XVIIIe siècle), la carte d'état-major (1820-1866) et les cartes ou photos aériennes de l'IGN pour la période actuelle (1950 à aujourd'hui).

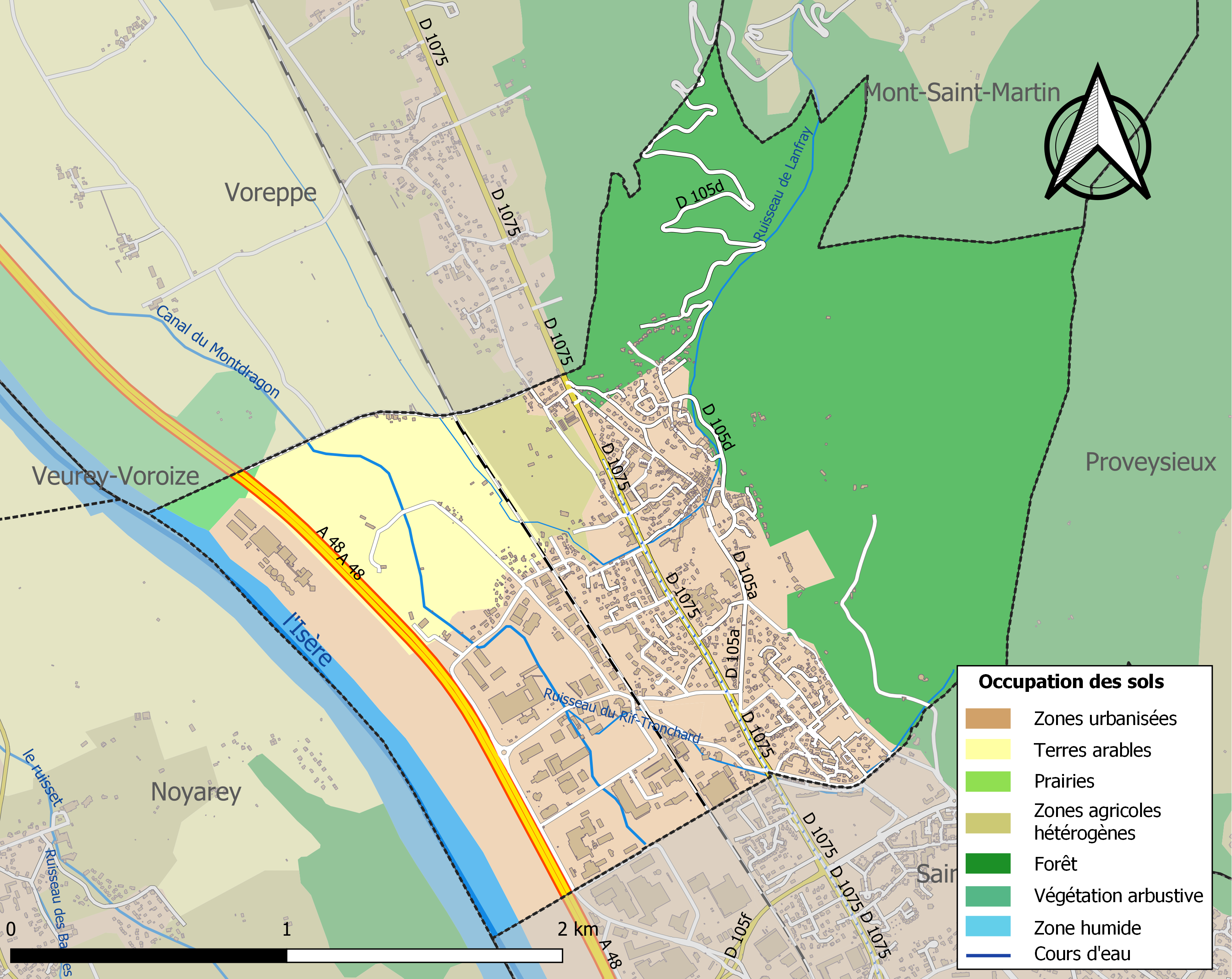
Carte des infrastructures et de l'occupation des sols de la commune en 2018 (CLC).

### Hameau, quartiers, lieux-dits et écarts
Voici, ci-dessous, la liste la plus complète possible des divers hameaux, quartiers et lieux-dits résidentiels urbains comme ruraux, ainsi que les écarts qui composent le territoire de la commune du Fontanil-Cornillon, présentés selon les références toponymiques fournies par le site géoportail de l'Institut géographique national.
| - la Roche - la Rohcette - Chapelière - Fetola - Valetière - le Mont Pertuis | - la Garde - la Girodière - les Grands Essarts - Pommeyre - la Tannerie - Claretière | - Cornillon - Malganjouze - la Verrerie - la Californie - la Louisiane - Rochepleine |

### Risques naturels et technologiques

#### Risques sismiques
L'ensemble du territoire de Fontanil-Cornillon est situé en zone de sismicité n°4, comme l'ensemble du territoire de l'agglomération grenobloise.
| Type de zone | Niveau            | Définitions (bâtiment à risque normal) |
| ------------ | ----------------- | -------------------------------------- |
| Zone 4       | Sismicité moyenne | accélération = 1,6 m/s2                |

#### Autres risques
Fontanil-Cornillon est une des trente-sept communes du département de l'Isère classée pour le risque incendie de forêt.

## Toponymie
Le nom de la commune se présente en deux parties avec des origines distinctes :
Fontanil
Selon André Planck, auteur du livre L'origine du nom des communes du département de l'Isère, cette partie du nom de la ville trouve son origine dans la référence au terme latin Fontus, dieu des sources et fils de Janus.
Cornillon
Toujours selon cet auteur, la racine indo-européenne Cor désigne un grand rocher qui permet de servir de belvédère et que l'on retrouve notamment dans le nom d'autres communes telles que Corenc, Corps ou Corbelin.

## Histoire
Pour un article plus général, voir Histoire de l'Isère.

### Préhistoire
Sur le rocher du Cornillon ont été trouvés les restes de deux occupations préhistoriques, une de la fin du Néolithique (IIIe millénaire av. J.-C.) et l'autre de l'âge du Bronze final (Xe/VIIIe siècle av. J.-C.).

### Antiquité

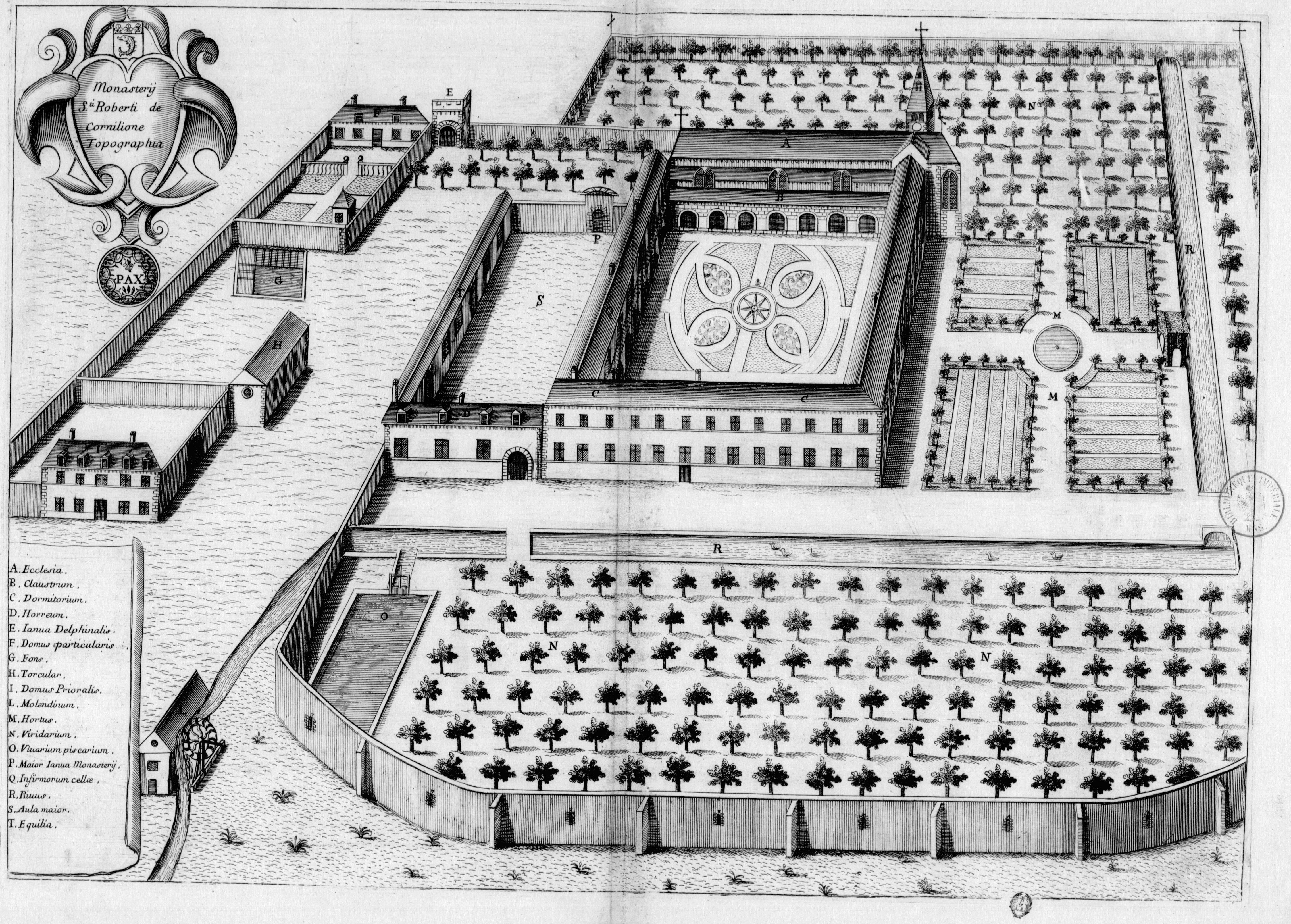
Gravure du monastère Saint-Robert-de-Cornillon dans le livre Monasticon Gallicanum du XVIIe siècle.

Le nom du Fontanil vient de Fontus, dieu des sources et de Janus ce qui semble attester une présence gallo-romaine avant l'instauration du christianisme. Au fil des siècles, Fontus donna le mot latin fontana, la source. Depuis l'Antiquité, l'eau a marqué l'histoire du Fontanil.
Cornillon évoque la racine cor, un rocher d'où la vue s'étend au loin, un belvédère. Sur ce rocher a existé durant tout le Moyen Âge une forteresse.

### Moyen Âge
Durant l'époque médiévale, Cornillon est chef-lieu de mandement. L'enquête de 1339 précise les familles nobles qui ont une résidence dans le château, de celles qui en sont dépourvues et de celles qui ne résident pas sur le territoire : « nobiles non residentes qui tamen habent domicilia in castris ».
Au XIIe siècle, dépendent de ce mandement entre autres les paroisses de Mont-Saint-Martin, Proveysieux, Quaix-en-Chartreuse, Sarcenas et Le Sappey-en-Chartreuse. En son centre s'élève le château de Cornillon, cité avec sa chapelle au XIe siècle, dressé sur le rocher éponyme par Guigues-le-Gras, comte d’Albon. Il protégeait Grenoble contre les attaques savoyardes. La forteresse fut démolie sur ordre d'Henri IV car elle était devenue place protestante.
Sont également érigés une église paroissiale et le monastère de Saint-Robert-de-Cornillon relevant de l’abbaye de la Chaise-Dieu.

### Temps modernes et époque contemporaine
Une plaque commémorative est installée dans le centre du village en hommage à certains habitants car des enfants juifs ont été hébergés au Fontanil durant la Seconde Guerre mondiale.

## Politique et administration

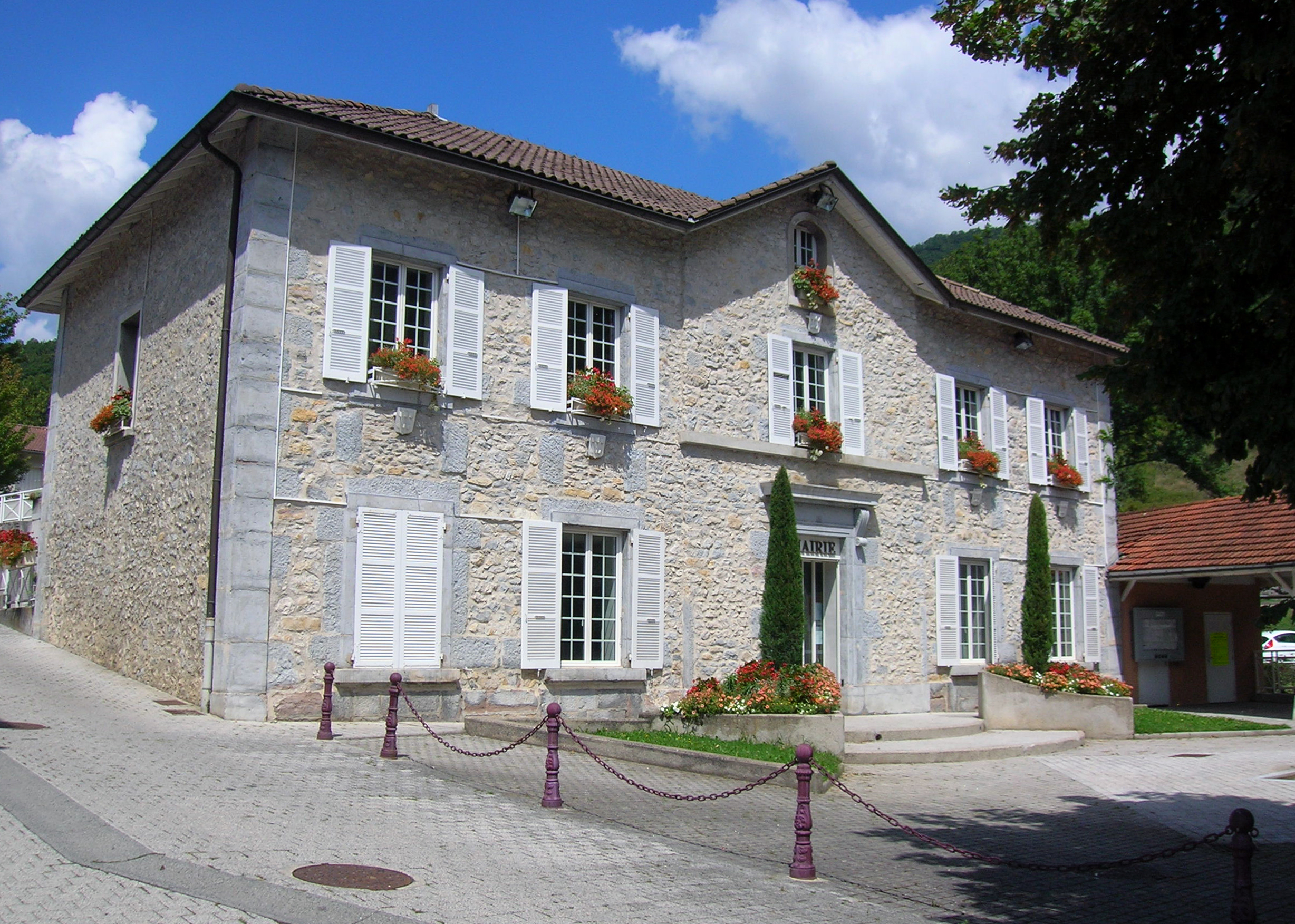
La mairie.

### Liste des maires
| Période                                  | Période                   | Identité                                | Étiquette       | Qualité |
| ---------------------------------------- | ------------------------- | --------------------------------------- | --------------- | --- |
| Les données manquantes sont à compléter. |                           |                                         |                 | |
| 1904                                     | 1912                      | Joseph-Auguste Rey                      |                 | |
| 1912                                     | 1920                      | Louis Bonnet                            |                 | |
| 1920                                     | 1930                      | Alexis de Vanel de Lisleroy (1879-1951) |                 | Propriétaire |
| 1930                                     | 1932                      | Louis Didon                             |                 | |
| 1932                                     | 1942                      | Louis Barnoud                           |                 | |
| 1942                                     | mars 1965                 | Joseph Magnin                           |                 | |
| mars 1965                                | mars 1977                 | Georges Masson                          |                 | |
| mars 1977                                | mars 1983                 | Michel Prudhomme                        |                 | |
| mars 1983                                | juin 2016                 | Jean-Yves Poirier                       | RPR puis UMP-LR | Directeur commercial retraité Conseiller régional de Rhône-Alpes Conseiller général de Saint-Égrève (1985 → 1998) Vice-président du conseil général de l'Isère Vice-président de la CC Grenoble-Alpes Métropole Président du SIVOM du Néron (1995 → 2016) Démissionnaire |
| juin 2016                                | En cours (au 27 mai 2020) | Stéphane Dupont-Ferrier                 | LR              | Directeur administratif et financier Premier adjoint au maire (2008 → 2016) 1er vice-président du SIVOM du Néron (2016 → ) Réélu pour le mandat 2020-2026 Chevalier de la Légion d'honneur (2025)                                                                        |

### Politique environnementale
La commune est Champion Rhône-Alpes de l’environnement en 1986.[réf. nécessaire]
Elle s'est distinguée en 2009 avec le premier prix de l’originalité dans le cadre du palmarès « Fleurissement, paysage et développement durable ».
En mars 2017, la commune confirme le niveau « trois fleurs » au concours des villes et villages fleuris, qu'elle obtient depuis 2003 ; ce label récompense le fleurissement de la commune au titre de l'année 2016,.
Cependant, depuis l'arrivée du tram E dans le village, plus de 16 immeubles d'habitations de 4 étages minimum ont été construits en détruisant de nombreux espaces naturels.

### Jumelages
- Ponchatoula (États-Unis) depuis 1987
- Monte Roberto (Italie) depuis 1992[27]
- Saint-Joseph-du-Lac (Canada) depuis 2008

### Activités sportives
- Défi mondial de l'endurance, ancienne compétition d'ultra triathlon, organisée entre 1988 et 2001.
- AD Isère Drac Romanche

La ville dispose d'un stade de rugby baptisé stade Vincent Clerc en 2012 en hommage au joueur international français qui a vécu ses débuts en tant que rugbyman à Grenoble avant de partir jouer au Stade toulousain. Le Rugby-Club Chartreuse-Néron évolue sur ce stade qui est accolé au gymnase Lionel-Terray, récemment refait à neuf.
Un complexe sportif, constitué de deux terrains de football (un en herbe et un en terre battue), est mis à la disposition du 2 Rochers Football Club, et de quatre terrains de tennis en béton poreux gérés par le club de tennis du Fontanil.
Des départs de randonnées se font depuis le Fontanil sur la Chartreuse en direction du mont Saint-Martin et des différents sommets alentour.

## Population et société

### Démographie
L'évolution du nombre d'habitants est connue à travers les recensements de la population effectués dans la commune depuis 1793. Pour les communes de moins de 10 000 habitants, une enquête de recensement portant sur toute la population est réalisée tous les cinq ans, les populations de référence des années intermédiaires étant quant à elles estimées par interpolation ou extrapolation. Pour la commune, le premier recensement exhaustif entrant dans le cadre du nouveau dispositif a été réalisé en 2005.

En 2022, la commune comptait 3 410 habitants, en évolution de +25,28 % par rapport à 2016 (Isère : +3,07 %, France hors Mayotte : +2,11 %).
| 1793 | 1800 | 1806 | 1821 | 1831 | 1836 | 1841 | 1846 | 1851 |
| ---- | ---- | ---- | ---- | ---- | ---- | ---- | ---- | ---- |
| 443  | 399  | 405  | 508  | 655  | 668  | 652  | 621  | 588  |

| 1856 | 1861 | 1866 | 1872 | 1876 | 1881 | 1886 | 1891 | 1896 |
| ---- | ---- | ---- | ---- | ---- | ---- | ---- | ---- | ---- |
| 612  | 599  | 567  | 584  | 534  | 533  | 502  | 465  | 466  |

| 1901 | 1906 | 1911 | 1921 | 1926 | 1931 | 1936 | 1946 | 1954 |
| ---- | ---- | ---- | ---- | ---- | ---- | ---- | ---- | ---- |
| 436  | 366  | 345  | 331  | 381  | 417  | 400  | 420  | 524  |

| 1962 | 1968  | 1975  | 1982  | 1990  | 1999  | 2005  | 2006  | 2010  |
| ---- | ----- | ----- | ----- | ----- | ----- | ----- | ----- | ----- |
| 586  | 1 123 | 1 454 | 1 682 | 2 079 | 2 454 | 2 614 | 2 699 | 2 818 |

| 2015  | 2020  | 2022  | - | - | - | - | - | - |
| ----- | ----- | ----- | - | - | - | - | - | - |
| 2 735 | 3 404 | 3 410 | - | - | - | - | - | - |

L'installation de la ligne de tramway s'est également accompagné de la créations de nombreux nouveaux immeubles d'habitation ce qui a explosé la population ces dernières années.

### Enseignement
La commune est rattachée à l'académie de Grenoble. Sur la commune se trouvent le groupe scolaire du Rocher. À la suite d'une augmentation de la population ces dernières années l'école du Fontanil est depuis 2021 en travaux pour l'agrandir et avoir la capacité d’accueillir tous les nouveaux élèves.
Le lycée professionnel Françoise Dolto est installé vers le centre du village.
L'école est dans le secteur du collège Chartreuse, situé à Saint-Martin-le-Vinoux. Le lycée de secteur est le lycée Champollion à Grenoble.

### Équipement sportif
- Stade de foot / rugby Vincent Clerc
- Gymnase Lionel Terray
- Espace René Terpent (stade foot ; terrain de tennis ; terrain en terre battue)

### Équipement culturel

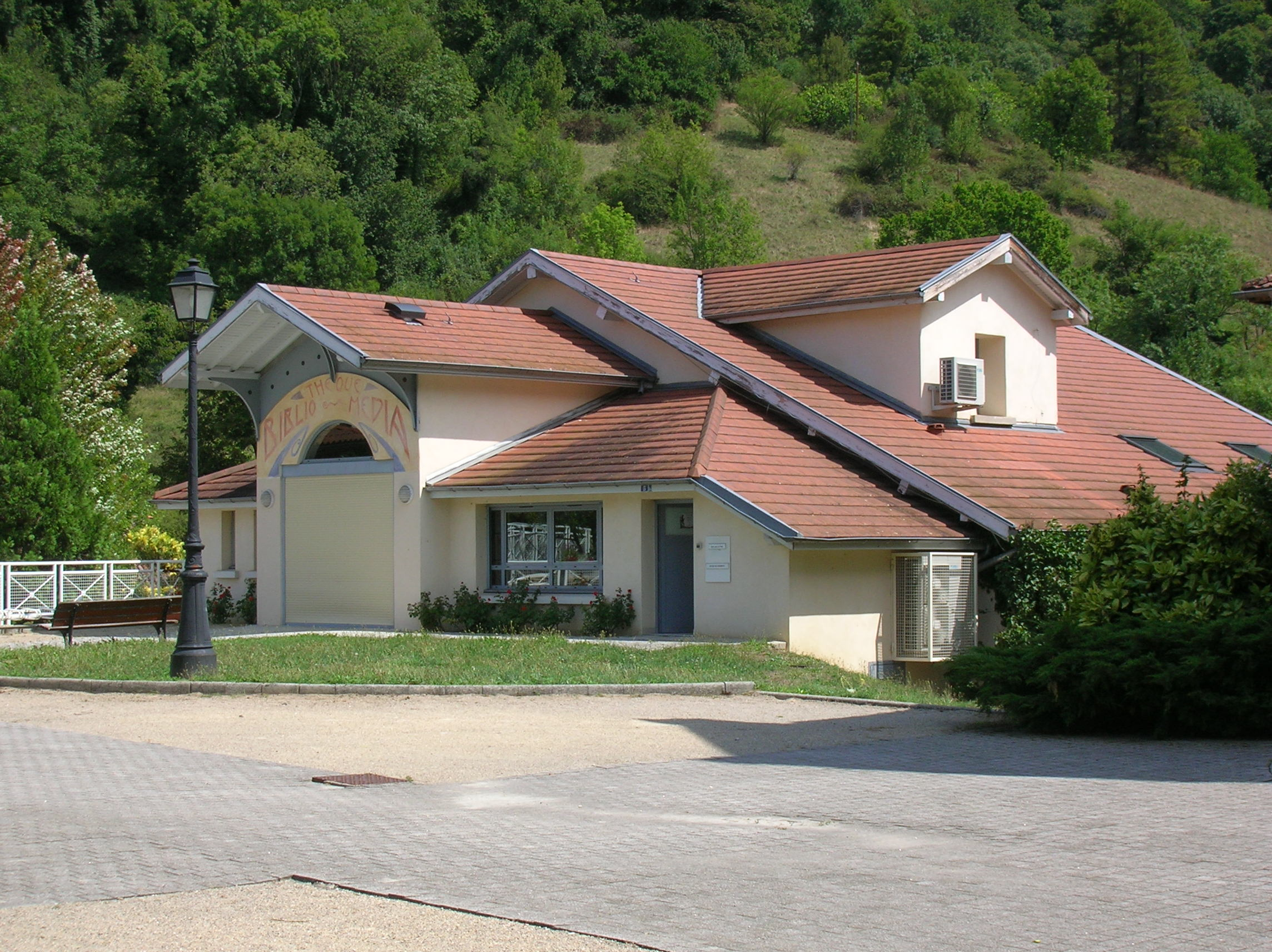
La médiathèque.

- La médiathèque municipale divisée en trois secteurs (enfant, adulte et musique)[33].
- L'espace Claretière, espace multifonctionnel
- L'Atrium, espace d'échanges et de rencontres
- L'école de musique
- L'espace Jean-Yves Poirier, salle de spectacle et d'exposition

### Médias
En 2014, la commune de Fontanil-Cornillon a été récompensée par le label « Ville Internet @@ ».
Le village additionne aussi les prix suivants :
- Trophées de la communication en 2003
- Première commune à informer ses habitants par SMS des évènements et à mettre internet dans la rue.

#### Presse écrite
Historiquement, le quotidien à grand tirage régional Le Dauphiné libéré consacre, chaque jour, y compris le dimanche, dans son édition de Grenoble, un ou plusieurs articles à l'actualité de la ville, ainsi que des informations sur les éventuelles manifestations locales, les travaux routiers, et autres événements divers à caractère local.
La Ville édite chaque mois le magazine municipal « Le Fontanilois », dans lequel sont présentés les projets communaux, l’actualité de la vie locale et les informations pratiques utiles aux habitants. Le journal est distribué dans toutes les boîtes aux lettres de la commune, et disponible en téléchargement.

#### Presse audiovisuelle
La commune est située sur l'aire de diffusion de radio Ici Isère, une radio publique qui émet sur tout le territoire du département de l'Isère.

### Cultes
La communauté catholique et l'église du Fontanil-Cornillon (propriété de la commune)  dépendent de la paroisse Saint Martin du Néron, celle-ci étant également rattachée au diocèse de Grenoble-Vienne.

## Économie

### Emploi
De nombreuses entreprises sont présentes dans la zone industrielle et commerciale du Fontanil. De grandes entreprises comme Schneider Electric, Mercedes Benz ou encore Loxam se sont installées au Fontanil.

### Secteur agricole
La commune fait partie de l'aire géographique de production et transformation du « Bois de Chartreuse », la première AOC de la filière Bois en France,.
Fontanil-Cornillon est une des communes d'un secteur de vignobles pouvant revendiquer le label IGP « Coteaux-du-grésivaudan », comme la plupart des communes de la moyenne vallée de l'Isère (Grésivaudan et cluse de Voreppe). Mais très peu voir quasiment aucun terre agricole du Fontanil n'est consacré à la culture du raisin.
Un abattoir est installé sur la commune du Fontanil-Cornillon
Des jardins communaux sont disponibles à la location auprès de la mairie.

### Secteur commercial et artisanal
Le centre du village compte un certain nombre de petits commerces de proximité :
- Boulangerie - Les délices de Lucas
- Boucherie - Boucherie Bichon
- Bureau de tabac - Patrice Gaillard
- Pharmacie
- Fromager / caviste / épicerie fine - L'âne jaune
- Épicerie générale - Vival
- Coiffeur - Stella coiffure
- Auto-école - Joey conduite
- Brasserie et bar - La brasserie - La Lutinière
- Bijouterie artisanale - L'atelier des artisanes

## Culture locale et patrimoine
Il y a une volonté de mettre la culture dans la rue. En se promenant on y trouve des « livres chevalets » esthétiques et originaux mais aussi présentant l’avantage d’être supports d’informations, historiques et communales. Les différents symposiums de sculptures organisés ont laissé des traces à travers les œuvres restées en place. Des fresques, des bas reliefs, sur le thème de la transmission du savoir jalonnent tout le village. Il est vrai qu’il y a un projet de « village du livre » en cours de réalisation et tout concourt à le dessiner petit à petit.

### Lieux et monuments
- Les ruines du château de Cornillon[38] : le rocher du Cornillon servait de défense naturelle au château du seigneur du Dauphiné. Il fut pris par le duc de Lesdiguières en 1589 et détruit peu après. Aujourd'hui il reste quelques morceaux du rempart et de la citerne d’eau. Une maquette du château féodal (réalisée par l'AVIPAR) est exposé à la médiathèque[39].
- Le jardin ethnobotanique[40]
- Au lieu-dit Claretière, on trouve la maison forte de Claret, transformée en exploitation agricole[38]. Récemment transformé en maison d'habitation.
- La maison forte de la Garde[38].
- Plusieurs bâtiments anciens[38].
- Les sculptures en plein air.
- L'église Notre-Dame de l'Assomption, de la paroisse Saint-Martin du Néron.
- La chapelle de Palluel

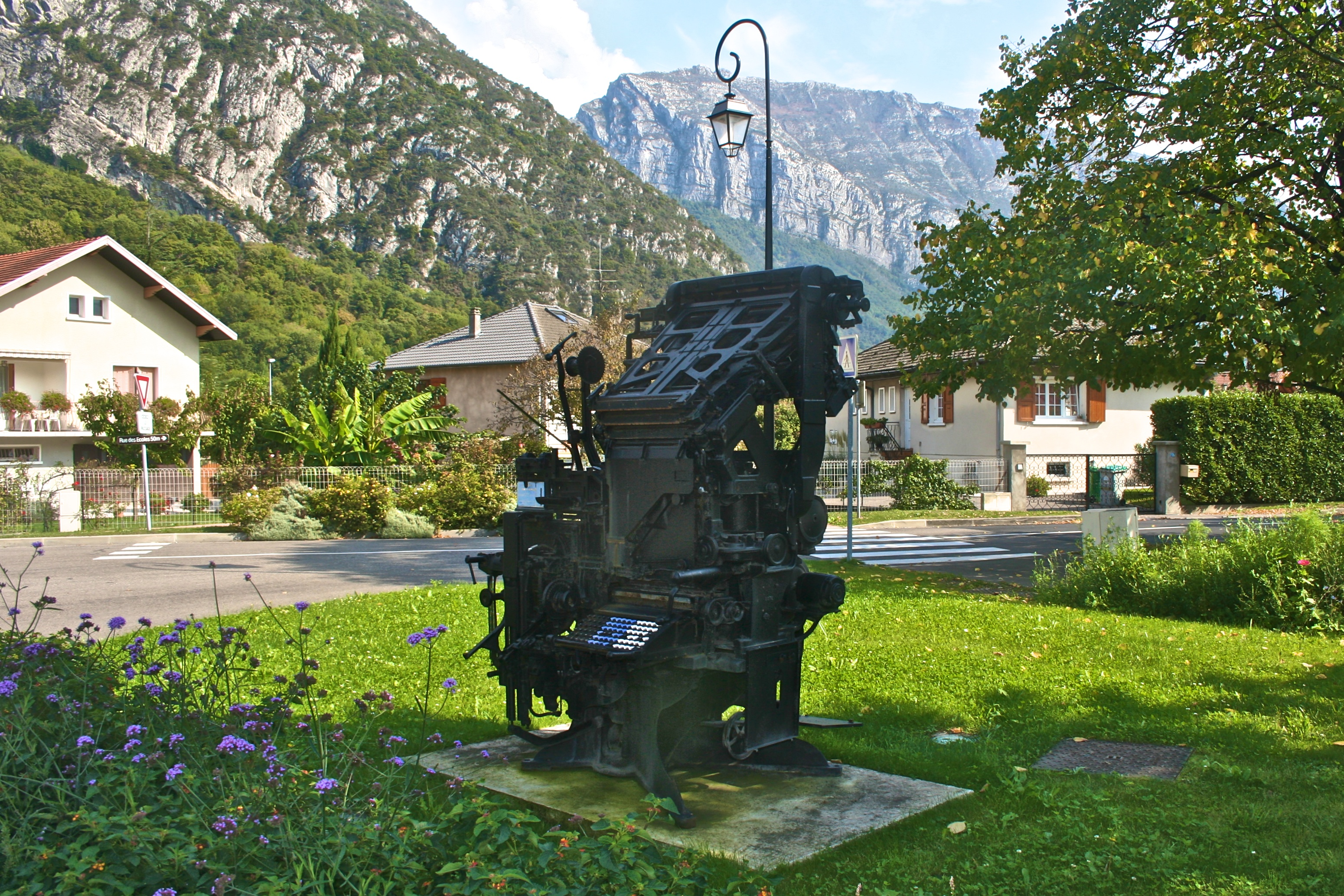
Ancienne linotype sur un rond-point.
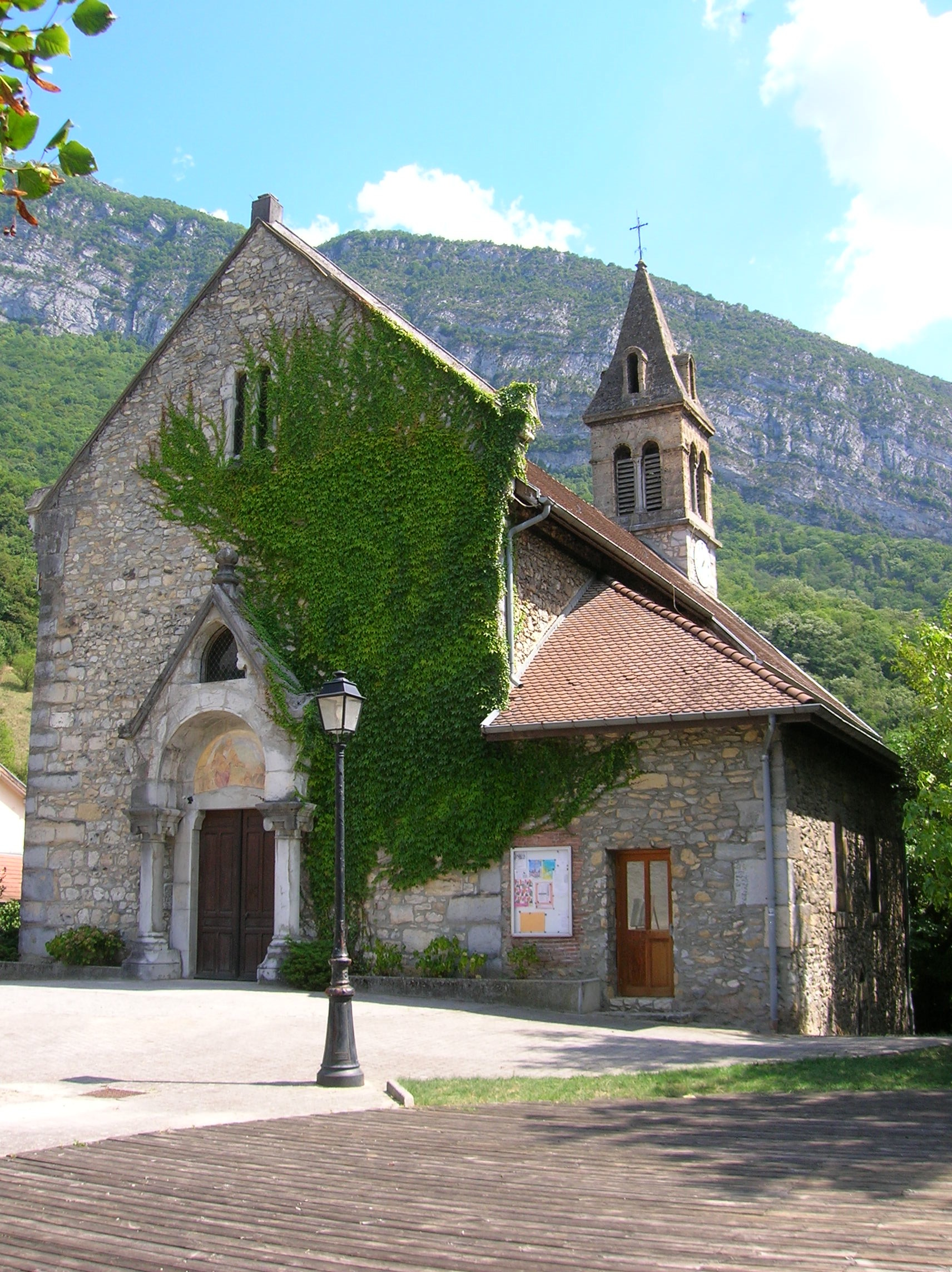
L'église.
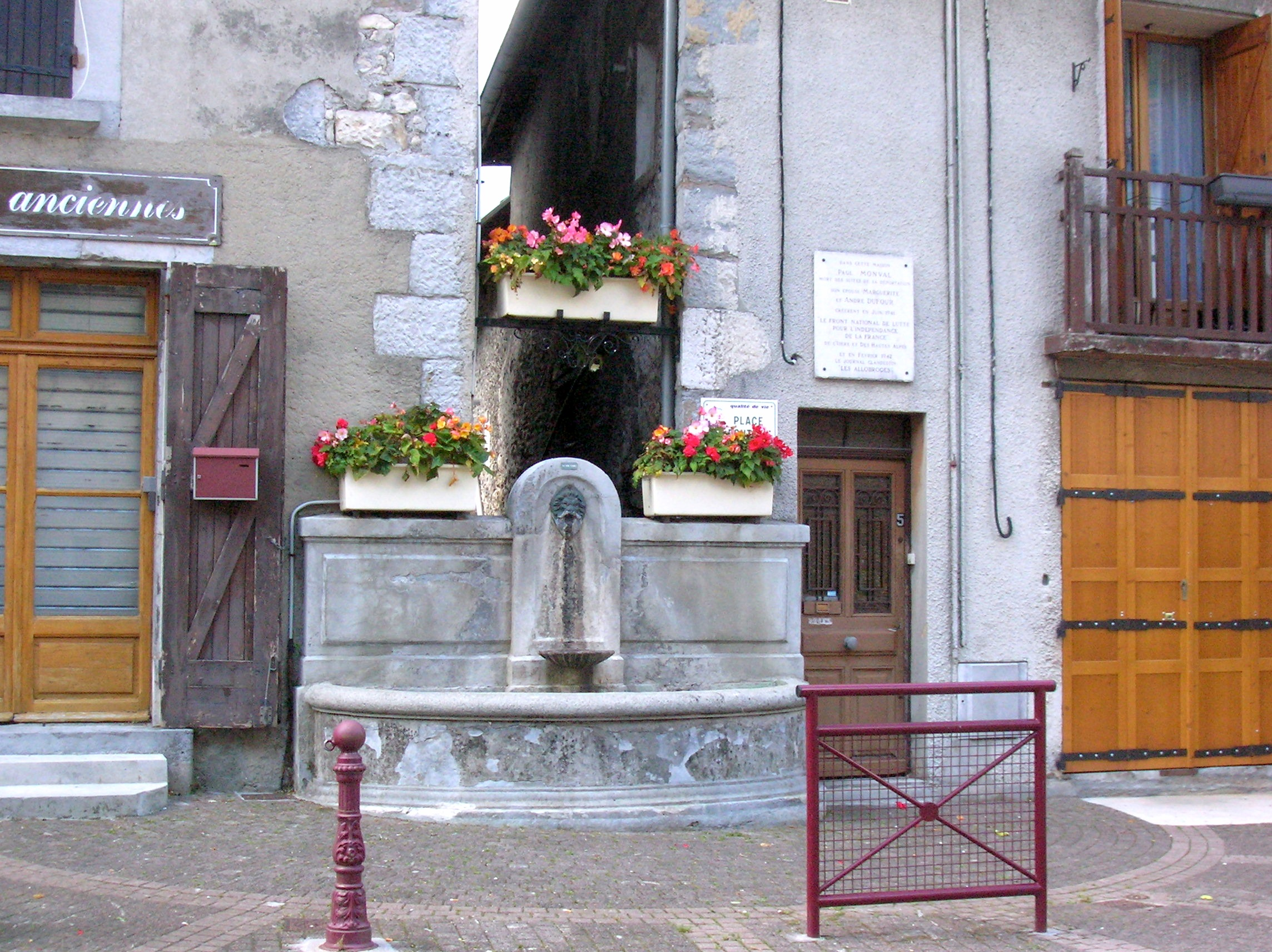
La fontaine et l'entrée d'une maison lieu de Résistance.

### Patrimoine naturel

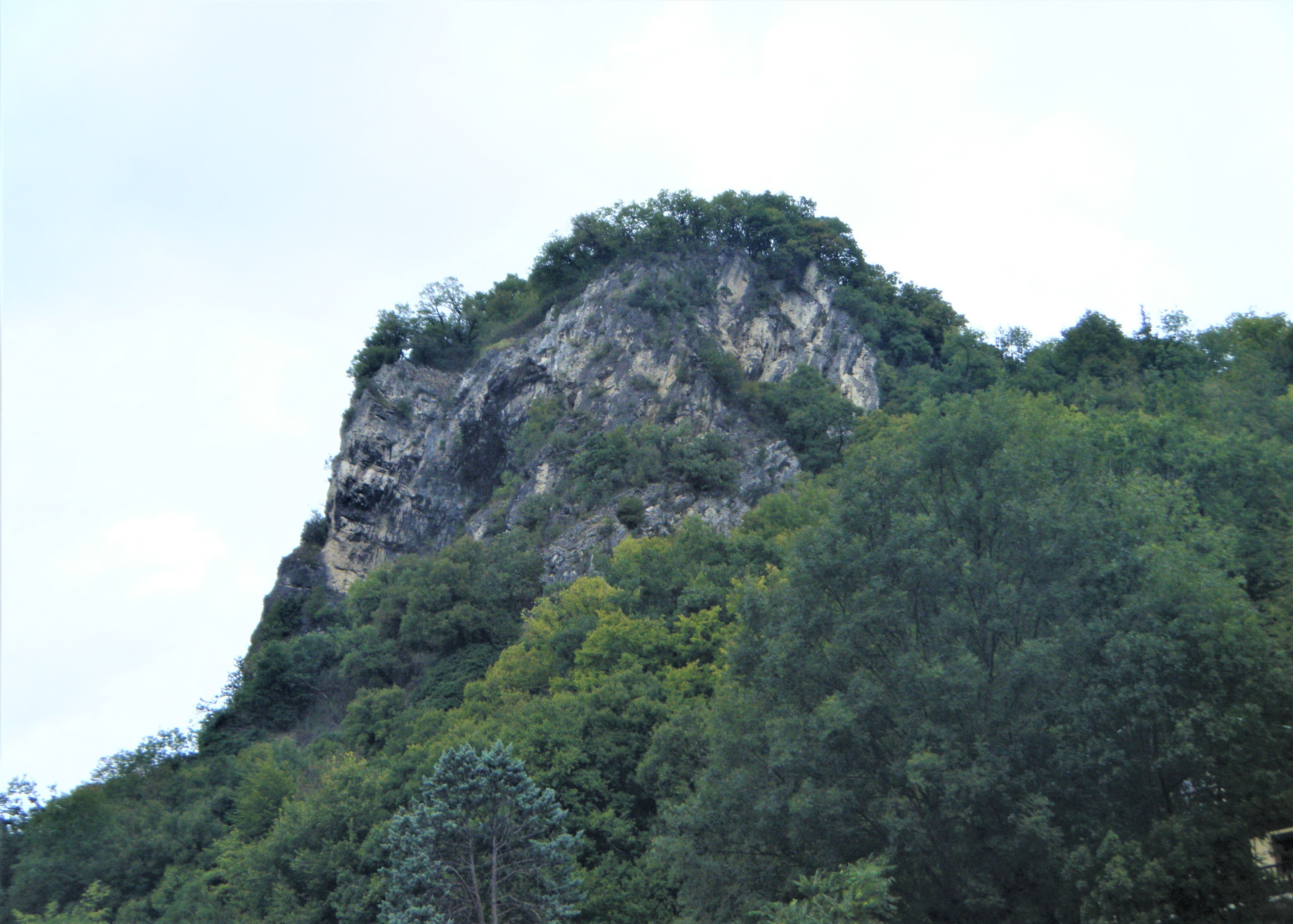
Rocher du Cornillon

Fontanil-Cornillon est une  des communes adhérentes du parc naturel régional de Chartreuse.. Deux particularités géologiques :
- le rocher du Cornillon (site classé Patrimoine national).
- la grotte de la Lutinière, ou fontaine de la Lutinière, à 250 m à peine de la mairie, conduit à un lac souterrain ; en cas de pluie, la grotte est noyée[38].

### Personnalités liées à la commune
- Bach, comique troupier né à Fontanil-Cornillon et enterré sur la commune ; une rue porte son nom, rue Bach, à proximité de la mairie.
- Auguste Morel, le pilote d'essai du Snecma C-450 Coléoptère à décollage vertical, est né le 9 mai 1921 à Fontanil-Cornillon.
- Alban Fagot, député de l'Isère
- Jean-Louis Koszul, mathématicien

### Héraldique
|  | Fontanil-Cornillon possède des armoiries dont l'origine et le blasonnement exact ne sont pas disponibles. |